# Terrier (Ardennes)
Pour les articles homonymes, voir Terrier.
Terrier est une localité de Saint-Loup-Terrier et une ancienne commune française, située dans le département des Ardennes en région Grand Est.

## Toponymie
De l'oil terne, tierne « tertre, colline ».

## Histoire
Elle fusionne avec Saint-Loup-aux-Bois, en 1828, pour former la commune de Saint-Loup-Terrier. C'est, à présent, un hameau de cette dernière commune.

## Politique et administration
| Période                                  | Période | Identité | Étiquette | Qualité |
| ---------------------------------------- | ------- | -------- | --------- | ------- |
| Les données manquantes sont à compléter. |         |          |           |         |
|                                          |         |          |           |         |

## Démographie
| 1793 | 1800 | 1806 | 1821 |
| ---- | ---- | ---- | ---- |
| 200  | 189  | 197  | 215  |

Histogramme

(élaboration graphique par Wikipédia)